# Родно изкуство (движение)
„Родно изкуство“ е движение в българското изобразително изкуство, зародило се в началото на 20-те години на 20 век. То е следствие на стремежа на българските художници да търсят родното и българското в изобразителното изкуство. През 1919 г. се създава дружество със същото име, но самото движение като такова разцъфтява и обхваща повечето български художници по-късно. Тогавашното Министерство на народното просвещение съдейства на развитието на движението сред българските интелектуалци с издадения през 1922 г. закон, с който се обявяват конкурси в областта на живописта и литературата. Тези конкурси дълго време носят едни от най-престижните награди.
Художниците се насочват към изобразяване на родната земя, особено в живописта. Един от най-ярките представители е Владимир Димитров-Майстора. В начален период той рисува портрети и пейзажи, а след това отразява българското участие в Балканската и Първата световна война. Друг представител е Цанко Лавренов, който черпи вдъхновение от културното наследство, иконописта и народния бит. Обновлението настъпва през 1930-те години от млади художници, току-що завършили академията, наричащи себе си „Нови художници“.
Други представители на движението „Родно изкуство“ са Иван Мърквичка, Елена Карамихайлова, Бенчо Обрешков, Илия Бешков, Васил Стоилов, Ярослав Вешин, Стефан Иванов, Иван Пенков и други.